# Квантовий вихор

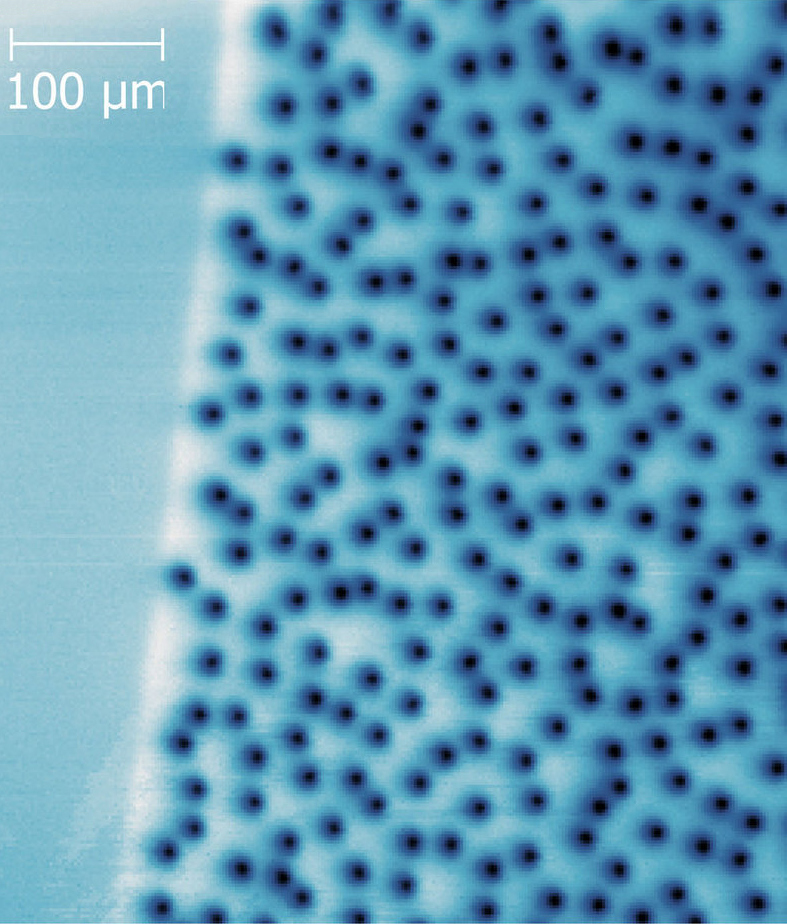
Вихори в плівці Yttrium barium copper oxide товщиною 200 нм, отримані за допомогою скануючої мікроскопії SQUID [1

Квантовий вихор (англ. Quantum Vortex) — топологічний дефект, який проявляється в надплинності та надпровідності. Зазвичай, квантування циркуляції швидкості в надплинних рідинах відрізняється від квантування в надпровідниках. Проте зберігається ключова подібність, що полягає в топологічності дефектів, а також в тому, що вони квантуються. Слід відзначити, що квантовий вихор не є ні надплинною рідиною, ні надпровідною. В надплинності квантовий вихор «переносить» кутовий момент, що дозволяє надплинній рідині обертатися; а в надпровідниках вихор переносить магнітний потік.

## Історія
«Двохрідинні рівняння Ландау», які описують динаміку «гелію-4», не збігаються з класичними рівняннями Ейлера. А це означає, що двохрідинна теорія не випливає із законів Ньютона. Таким чином, залишається єдина можливість, яка полягає в тому, що для розуміння властивостей He II на ‘’мікроскопічному’’ або молекулярному рівні необхідно використовувати квантову теорію. На користь цього також говорить і той факт, що при таких низьких температурах теплова довжина хвилі де Бройля
{\displaystyle \lambda _{T}={\frac {h}{\sqrt {mk_{B}T}}}}
де {\displaystyle h-} стала Планка, {\displaystyle m-} маса атома гелію, {\displaystyle k_{B}-} стала Больцмана, стає величиною одного порядку з міжатомними віддалями. Тому тут кардинальну роль відіграє те, що атоми гелію-4 задовільняють статистиці Бозе-Ейнштейна, а для розуміння мікроскопічної поведінки He II необхідно використовувати первинні принципи квантової теорії. По цій причині He II називають квантовою рідиною.
Проте ‘’двохрідинні рівняння Ландау’’, які складають фундамент описання та пояснення властивостей He II не містять сталої Планка, і в цьому сенсі вони є також ‘’класичні’’, як і ‘’рівняння Ейлера’’. Тобто, виходячи з рівнянь Ландау неможливо експериментальне визначення постійної Планка.
Стан проблеми He II кардинально змінився в 1948 році, після ключової праці Онсагера. Річард Фейнман (а також Олексій Абрикосов) в 1955 році також прийшов до аналогічного результату. Вони висунули пропозицію, що квант дії безпосередньо повинен входити в макроскопічну двохрідинну теорію Ландау за допомогою введення умови квантування циркуляції швидкості надплинної компоненти:
{\displaystyle \int _{L}^{}\mathbf {v_{s}} \,d\mathbf {l} =n\cdot {\frac {h}{m}}}
де {\displaystyle n} ціле число. Звідси випливає, що вихори надплинної компоненти є квантовані.
Квантування циркуляції швидкості схоже на умови квантування Бора-Зоммерфельда в ранній квантовій теорії. Остання умова означає, що адіабатичні інваріанти класичного (детермінованого) руху повинні відповідати дискретному набору станів, тобто:
{\displaystyle \int _{L_{q}}^{}\mathbf {p} \,d\mathbf {q} =n\cdot h}
де {\displaystyle \mathbf {p} } та {\displaystyle \mathbf {q} } — канонічні координати, а інтеграл береться по періоду руху.
Не менш важливо також те, що подібні квантові умови не виводяться з якоїсь теорії, а просто приймаються на віру, як первинні принципи (аксіоми). Єдиним критерієм їх справедливості є експеримент.

## Експериментальна перевірка
В 1961 році Вайнен отримав перше експериментальне підтвердження того, що циркуляція надплинної компоненти квантована. Пізніше це було підтверджено фундаментальними експериментами Рейфілда та Рейфа.
Вихрові нитки, що утворюються в надплинній компоненті, грають фундаментальну роль в поведінці He II, оскільки через них в макроскопічну динаміку безпосередньо входить стала Планка. Піонерську працю Вайнена із спостереження цього макроскопічного квантового ефекту булу повторено в більш розширеному варіанті Вітмором та Ціммерманом, котрі модернізували первинну методику експерименту. На практиці проводилося вимірювання відношення густин нормальної та надплинної компорнент He II, шляхом вимірювання наведеної електрорушійної сили на вимірювальному контурі. В результаті було виявлено, що відношення густин в більшості випадків є квантована величина, а ті стани де квантованість відсутня є нестійкими. Звичайно, справжній фізичний механізм, який би пояснював перетворення кванта циркуляції надплинної в нормальну поки що не знайдений.